# Карлос Антоніо Напіон
Карлос Антоніо Напіон (30 жовтня 1757 — 22 червня 1814), родом з П'ємонту, був інженером, який став генералом португальської армії в Бразилії. Він запустив промисловість, необхідну для створення військових матеріалів у Бразилії.

## Перші роки
Карлос Антоніо Марія ді Галлеані Напіоне Коконато, більш відомий під португальською назвою Карлос Антоніо Напіон, народився в Турині, П'ємонт, 30 жовтня 1757 року. Він приєднався до армії П'ємонту у віці 14 років. Більшу частину своєї кар'єри він вивчав хімію та металургію та їх військове застосування. Він спеціалізувався на боєприпасах і дослужився до звання майора.
У 1800 році французька армія окупувала П'ємонт після битви при Маренго, і Напіон переїхав до Португалії. Базуючись на його перевіреному досвіді, 26 серпня 1800 року Родріго де Суза Коутінью запросив його приєднатися до армії Португалії для реорганізації армійської артилерії. Він поділяв інтерес до науки з Хосе Боніфасіо де Андрада і того року супроводжував Андраду під час мінералогічних досліджень Естремадури та Бейри. У 1807 році він отримав звання бригадного генерала і став королівським інспектором армії та військових майстерень і лабораторій.

## Бразилія
Напіон супроводжував двір Жуана VI Португальського, коли він переїхав до Бразилії в 1807-08 роках. Йому було доручено створити промисловість, необхідну для національної оборони. Це включало виробництво та зберігання різноманітного обладнання. Напіон заклав основи бойової техніки бразильської армії. У 1808 році він заснував першу порохову фабрику в Бразилії на березі Lagoa Rodrigo de Freitas і став директором фабрики. Він супроводжував Хосе Боніфасіо та його брата Мартіма Франсіско Рібейру де Андраду в їхніх мінералогічних дослідженнях провінції Сан-Паулу. Напіон досяг звання генерал-лейтенанта, найвищого звання в Бразилії того часу.
Напіон став головним авторитетом у військовій техніці того часу, повністю підтримуваний принцом-регентом Джоном. Він був автором кількох технічних книг. У 1810 році Напіон став президентом правління, яке керувало Королівською військовою академією. Про Напіона на цій посаді говорили, що він мав великі знання та безсумнівну чесність, але повністю ігнорував принципи військових академій . Карлос Антоніо Напіон помер 22 червня 1814 року, обіймаючи посаду президента правління Бразильської королівської військової академії, члена Вищої військової ради, інспектора Королівської чавунної фабрики Лагоа Родріго де Фрейтас і генерального інспектора Королівської ради Бразилії.